# Pimenikó (Évros)
Pimenikó (grec moderne : Ποιμενικό) est une localité située dans le dème de Didymotique, dans le district régional d'Évros, dans la periphérie de Macédoine-Orientale-et-Thrace, en Grèce.
Selon le recensement de 2021, la localité compte 225 habitants.